# فرودگاه پورتیج لا پرری شمالی
فرودگاه پورتیج لا پرری شمالی (به انگلیسی: Portage la Prairie (North) Airport) یک فرودگاه همگانی است که یک باند فرود چمن دارد و طول باند آن ۵۹۴ متر است. این فرودگاه در کشور کانادا قرار دارد و در ارتفاع ۲۶۲ متری از سطح دریا واقع شده است.